# Колоски (зупинний пункт)
Колоски́ — пасажирська зупинна залізнична платформа Донецької дирекції Донецької залізниці. Розташована в с-щі Колоски, Старобешівський район, Донецької області на лінії Кутейникове — Каракуба між станціями Карбідний (3 км) та Войкове (3 км).
Через військову агресію Росії на сході України транспортне сполучення припинене, хоча до того ходив електропоїзд в усі дні, окрім понеділка, № 62521/62522.